# Kirin 970
Kirin 970 — восьмиядерный ARM-чипсет, выпущенный китайской компанией HiSilicon Technologies в 2017 году для смартфонов Huawei и Honor. Оборудован нейроморфным модулем для обеспечения производительности при машинном обучении.

## Технические характеристики

### Центральный процессор (CPU)
Количество ядер — 8
Ядра — 4 * Cortex — A73 (2,36 ГГц) + 4 * Cortex — A53 (1,84 ГГц)
Частота процессора — 2369 МГц
Архитектура — ARMv8 — A
Кэш L1 — 512 кб
Кэш L2 — 2 мб
Техпроцесс — 10нм
Количество транзисторов — 5,5 млд

### Графический ускоритель (GPU)
GPU — Mali — G71
Архитектура — Bifrost
Частота — 746 Мгц
Количество вычислительных блоков — 12
Количество шейдерных блоков — 192

### Прочее
Допустимый объём оперативной памяти — до 8 гб LPDDR4X
Запись видео — 4К при 30 FPS